# Nicholas Metropolis
Nicholas Constantine Metropolis (11 de junio de 1915 - 7 de octubre de 1999) fue un matemático, físico y computador científico greco-estadounidense. En abril de 1943, J. Robert Oppenheimer le contrató para trabajar en el Laboratorio Nacional de Los Álamos. En Los Álamos fue uno de los científicos originales del Proyecto Manhattan y colaboró con Enrico Fermi y Edward Teller en los primeros reactores nucleares.
Llegó a Los Álamos en abril de 1943 como miembro del equipo original de cincuenta científicos. Regresó a Los Álamos en 1948 para dirigir el grupo de la División Teórica que diseñó y construyó la computadora MANIAC I en 1952, que se basó en la máquina IAS, y la MANIAC II en 1957.

## Biografía
Nicolas Metropolis nació el 11 de junio de 1915 en Chicago, Estados Unidos. Metropolis recibió su licenciatura (1936) y doctorado en física química (1941) en la Universidad de Chicago. Durante su doctorado trabajó con Robert Mulliken. Después de graduarse, trabajó como instructor en la Universidad de Chicago con James Franck. Poco después, en 1943, Robert Oppenheimer lo reclutó de Chicago para el Proyecto Manhattan, donde trabajó en el grupo de Harold C. Urey. Más tarde se unió al Laboratorio Metalúrgico de la Universidad de Chicago y trabajó bajo la supervisión de Edward Teller, quien lo alentó a pasarse a la física teórica. En Los Álamos, Metropolis trabajó junto con Richard Feynman en "dispositivos electromecánicos utilizados para cálculos manuales".
Después de la Segunda Guerra Mundial , regresó a la facultad de la Universidad de Chicago como profesor asistente. Regresó a Los Álamos en 1948 para dirigir el grupo en la división teórica que diseñó y construyó la computadora MANIAC I en 1952 que se basó en la máquina IAS , y la MANIAC II en 1957. (John von Neumann pensó que este acrónimo era demasiado frívolo; Metropolis afirma haber elegido el nombre "MANIAC" con la esperanza de detener la erupción de tales acrónimos para nombres de máquinas, pero puede haber estimulado aún más dicho uso.)  De 1957 a 1965 fue profesor titular de física en la Universidad de Chicago y fue el director fundador de su Instituto de Investigación computacional. En 1965 regresó a Los Álamos, donde fue nombrado Laboratory Senior Fellow en 1980.
Metropolis contribuyó con varias ideas originales al campo de las matemáticas y física. Tal vez el aporte más conocido es el Método de Montecarlo, desarrollado en Los Álamos, a finales de los años 1940 y principios de los años 1950, por un grupo de investigadores dirigido por Metropolis, entre ellos John von Neumann y Stanislaw Ulam. Se trata de una clase de enfoques computacionales que se basan en un muestreo aleatorio repetido para calcular sus resultados, llamado así en referencia al amor del pariente de Ulam por los casinos de Monte Carlo. Metropolis estuvo profundamente involucrado en el primer uso del método de Monte Carlo, recableando la computadora ENIAC para realizar simulaciones de un núcleo nuclear en 1948. En 1953, Metropolis fue coautor de un artículo titulado Cálculos de ecuaciones de estado por máquinas de computación rápidas.  Este artículo histórico mostró las primeras simulaciones numéricas de un líquido e introdujo un nuevo método computacional,el Monte carlo, para hacerlo. Este brillante método fue construido por un gran equipo en el que participaron: Augusta H. Teller y Arianna W. Rosenbluth.
En 1953 Metropolis fue coautor del primer artículo en una técnica que fue clave para el método que ahora se conoce como Algoritmo de recocido simulado. También desarrolló un algoritmo (el algoritmo Metropolis o Algoritmo Metropolis-Hastings) para generar muestras de la distribución de Boltzmann, posteriormente generalizado por W.K. Hastings.
En sus memorias, Stanislaw Ulam recuerda que un pequeño grupo, en el que se encontraban él mismo, Calkin, Konopinski, Kistiakowsky, Teller y von Neumann, pasaron varias tardes en Los Álamos jugando al póquer. Jugaban por sumas muy pequeñas, pero: «Metrópolis» describió una vez el triunfo que supuso ganar diez dólares a John von Neumann, autor de un famoso tratado sobre la teoría de juegos. Luego compró su libro por cinco dólares y pegó los otros cinco dentro de la portada como símbolo de su victoria». En otro pasaje de su libro, Ulam describe a Metrópolis como «un greco-americano con una personalidad maravillosa.»

## Premios y reconocimientos
Metropolis fue un miembro de la Academia Americana de Artes y Ciencias, la Sociedad para las matemáticas industriales y aplicadas y la Sociedad Americana de Matemáticas. En 1987 se convirtió en el primer empleado de Los Álamos en ser distinguido con el título de "emérito" por la Universidad de California. Metropolis recibió también la Pioneer Medal del Instituto de Ingenieros Eléctricos y Electrónicos, y fue un miembro de la Sociedad de Física Americana.

## Carrera como actor
Metropolis interpretó el papel de un científico en la película de Woody Allen Maridos y mujeres (1992).

## Vida personal
Metrópolis tenía un hijo, Christopher, y dos hijas, Penelope y Katharine. Fue un ávido esquiador y jugador de tenis hasta mediados de los setenta. Falleció en una residencia de ancianos de Los Álamos, Nuevo México.

## Erdős número
Metropolis tiene un número de Erdős de 2 y permitió que Richard Feynman tuviera un número de Erdős de 3.